# Berteroa
Berteroa es un género de plantas de la familia Brassicaceae. Comprende 18 especies descritas, y de estas, solo 5 aceptadas.

## Taxonomía
El género fue descrito por Augustin Pyrame de Candolle y publicado en Mémoires du Muséum d'Histoire Naturelle 7(1): 232. 1821.

## Especies aceptadas
A continuación se brinda un listado de las especies del género Berteroa aceptadas hasta enero de 2013, ordenadas alfabéticamente. Para cada una se indica el nombre binomial seguido del autor, abreviado según las convenciones y usos.
- Berteroa gintlii Rohlena
- Berteroa incana (L.) DC.
- Berteroa mutabilis (Vent.) DC.
- Berteroa obliqua (Sm.) DC.
- Berteroa orbiculata DC.